# Saaremaa (obec)
Saaremaa (Saaremaa vald) je obec v kraji Saare založená v roce 2017 v Estonsku. Zahrnuje ostrov Saaremaa a blízké malé ostrovy. Je to největší estonská obec co do rozlohy a nejlidnatější estonská obec. Centrem obce je Kuressaare, jediné město v kraji.

## Poloha
Obec se nachází na západním pobřeží Estonska. Skládá se především z ostrova Saaremaa, jehož je jedinou obcí. Sousedními obcemi jsou obec Muhu na ostrově Muhu na východě a kraj Hiiumaa na ostrově Hiiumaa na severu. Saaremaa je obklopena Rižským zálivem na jihu, Väinämeri na severu a vlastním Baltským mořem na západě. Obec Saaremaa má 31 819 obyvatel (k 1. 1. 2018), a rozlohu 2 718 km² a je největší obcí v zemi.

## Historie
Obec vznikla v důsledku správní reformy z roku 2017 po volbách do místních zastupitelstev 21. října 2017, kdy byly sloučeny všechny bývalé obce ostrova Saaremaa: obce Kihelkonna, Laimjala, Leisi, Lääne-Saare, Mustjala, Orissaare, Pihtla, Pöide, Salme, Torgu a Valjala a město Kuressaare. Již dříve, v roce 2014, se sloučily obce Kaarma, Lümanda a Kärla, které původně chtěly ve spojovací vlně používat také název obce Saaremaa, ale později se rozhodly pro Lääne-Saare. V témže roce se na setkání starostů obcí ukázalo, že ostatní obce Saaremaa nebudou sloučení bránit, a v roce 2015 začaly pracovat příslušné výbory pro sloučení. Ačkoli se obec Pöide původně nepřipojila k dohodě o sloučení podepsané 1. prosince 2016, vláda republiky na základě návrhu regionální komise rozhodla o nuceném sloučení této obce s budoucím sjednocenou obcí, v důsledku čehož se zastupitelstvo obce Pöide rovněž rozhodlo připojit k jednání o sloučení, obec Pöide původně nebyla zahrnuta do dohody o sloučení podepsané 1. prosince 2016. 
|           |           |
| 1992–1999 | 1999–2014 |
|           |           |
| 2014–2017 | 2017–...  |

## Sídla
Kromě hlavního města Kuressaare se obec skládá z devíti velkých obcí (Aste, Kärla, Kihelkonna, Kudjape, Leisi, Nasva, Orissaare, Salme a Valjala) a 427 vesnic.

## Doprava
Dálnice 10 vede z Kuressaare do Muhu a dále na pevninu přes trajektové spojení do Virtsu. Ve městě Kuressaare je letiště.
V obci je několik přístavů, z nichž nejdůležitější jsou přístav Roomassaari na jižní straně Kuressaare a přístav Saarenmaa na severním pobřeží ostrova. 